# Anastassija Rypakowa
Anastassija Rypakowa (kasachisch Анастасія Рыпакова; * 21. September 2004) ist eine kasachische Leichtathletin, die sich auf den Weitsprung spezialisiert hat. Sie ist die Tochter von Olga Rypakowa und Denis Rypakow, die beide für Kasachstan als Leichtathleten an den Start gingen.

## Sportliche Laufbahn
Erste internationale Erfahrungen sammelte Anastassija Rypakowa im Jahr 2021, als sie bei den U20-Weltmeisterschaften in Nairobi mit einer Weite von 6,05 m in der Qualifikationsrunde ausschied. Auch im Jahr darauf verpasste sie bei den U20-Weltmeisterschaften in Cali mit 6,04 m den Finaleinzug und 2023 belegte sie bei den Hallenasienmeisterschaften in Astana mit 6,25 m den sechsten Platz. Im Juni gewann sie bei den U20-Asienmeisterschaften in Yecheon mit 5,90 m die Bronzemedaille im Weitsprung und belegte mit der kasachischen 4-mal-100-Meter-Staffel in 47,49 s den sechsten Platz. Im Juli gelangte sie bei den Asienmeisterschaften in Bangkok mit 5,74 m auf den zwölften Platz und anschließend verpasste sie bei den World University Games in Chengdu mit 5,79 m den Finaleinzug. Im Jahr darauf belegte sie bei den Hallenasienmeisterschaften in Teheran mit 6,35 m den vierten Platz und 2025 gelangte sie bei den Asienmeisterschaften in Gumi mit 5,89 m auf den zwölften Platz. Anschließend verpasste sie bei den World University Games in Bochum mit 5,52 m den Finaleinzug.
In den Jahren von 2021 bis 2025 wurde Rypakowa kasachische Meisterin im Weitsprung im Freien sowie von 2022 bis 2025 in der Halle.